# ランニングシャツ

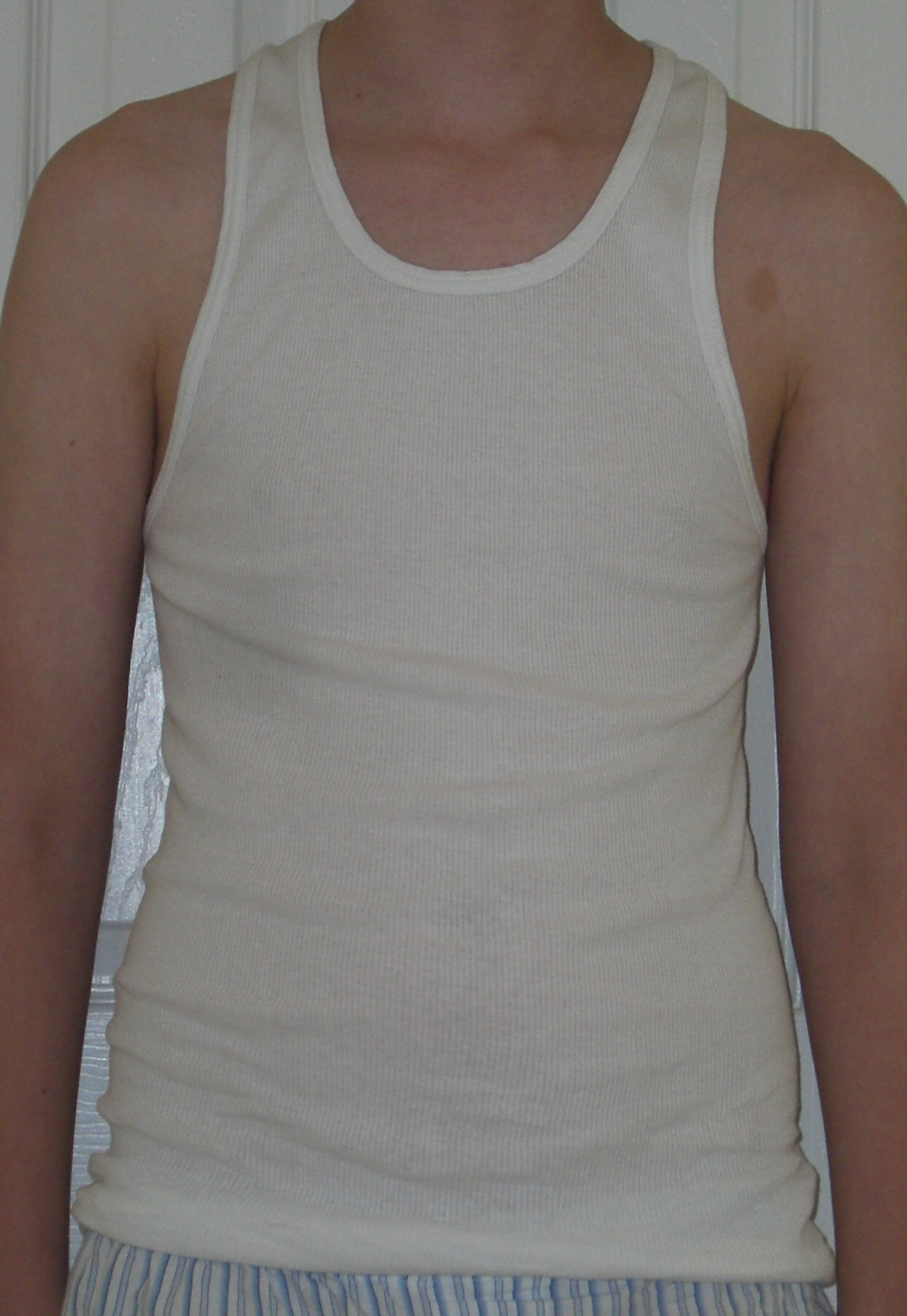
タンクトップ

ランニングシャツは、シャツ、肌着の一種である。「ノースリーブ」に分類される。袖は無く、襟はUネックの形状が多い。
1900年代、ランニングに出かける際の服装として推奨された。

## 文化的背景

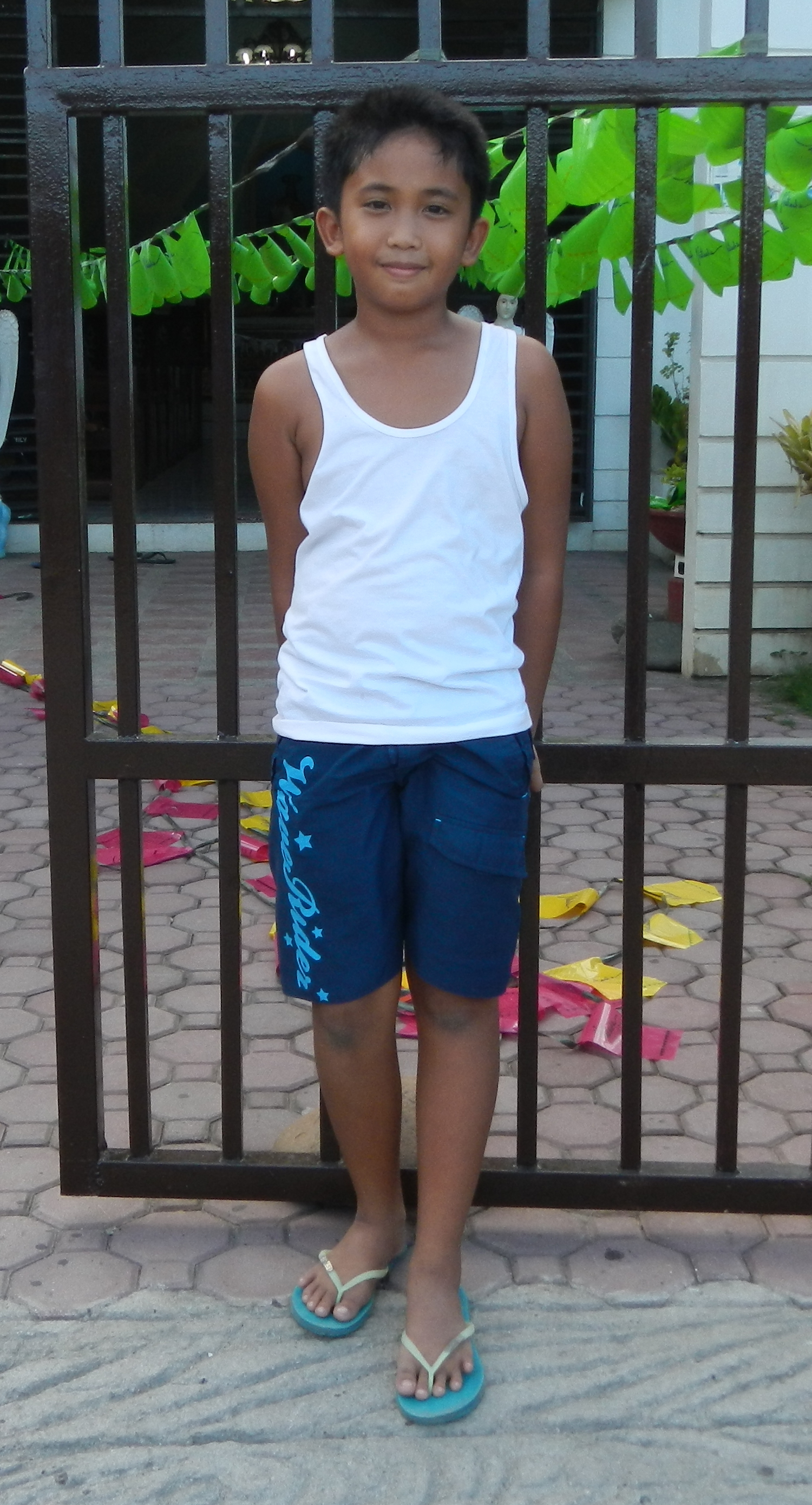
ランニングシャツを着てるフィリピン男の子

このシャツは「Wife-Beater」(ワイフ・ビーター＝家庭内で日常的に妻を殴打する暴力夫)という負のスティグマに結び付けられている。
1947年、デトロイトにて、ジェイムス・ハートフォード・ジュニア(James Hartford Jr.)という男が、妻を殴り殺して逮捕された。地元のマスコミがこの殺人事件を報道した際に、「Wife Beater」との見出しを付けた。
オックスフォード英語辞典アメリカ事務所の主任編集員、ジェスィー・シェイドラワー(Jesse Sheidlower)は、「Wife Beater」という侮蔑的な言い回しは1990年代に生まれた、と考えている。シェイドラワーは2001年にニューヨーク・タイムズにて記事を発表し、「Wife Beater」と肌着の関連性は、1997年にラップ、ゲイ、ギャングと、汚れたシャツを着た男性たちが家庭内暴力の容疑で逮捕される様子を描いたテレビ番組「COPS」と組み合わさったことで表面化した、という。
社会学者のクリステン・バーバー(Kristen Barber)は、男性が露出度の高い白色のタンクトップを着る行為が「女らしさ」「柔弱さ」と対極にある、とみなされる理由について、労働者階級における男性文化から取り入れたものであり、「ランバーセクシャル」(Lumbersexual)に似ているからだ、という。少なくとも、この点においては、「生産現場における労働作業に従事する男性たちが示す『男らしい力強さの輝きと確信』を、中流階級および上流階級の男性に与えてくれる」という。また、「Wife Beater」という表現は、労働者階級における男性の存在を、女嫌いの感情や家庭内暴力に結び付けたものだ」という。「この言葉は、男性を階級別に分ける意図で皮肉を込めて使われている。中産階級の男性は、自分たちは社会的な面で先進的であり、労働者階級とは基本的に違う存在である、と考えているが、『Wife Beater』を流用することにより、事務職に従事する男性が、週末には『本物の』、すなわち『労働者としての男らしさ』を連想させるものを取り入れることが可能となる。たとえその筋肉が、肉体労働ではなくジムに通って身体を鍛えて形成されたものであったとしても、だ」と、バーバーは述べている。
「Lumbersexual」とは、「都会に住んでいるが、髭を生やし、チェック柄シャツを着ていて、田舎暮らしを送る木こりを思わせる男性」を指す言葉である。
スィンスィナティ大学の社会学教授、エリン・カサノヴァ(Erynn Casanova)は、「このシャツが、労働者階級の人たちが着るもの、と分類されているのは興味深い話だ」「どうか安心して。中流階級や上流階級の男性だって、この服を着る。1990年代のヒップホップ・カルチャーに見られるように、『社会的階層が低い人たちの象徴』とみなされているので、別の服の下にこれを着ているだけ」と述べている。

## ギャラリー

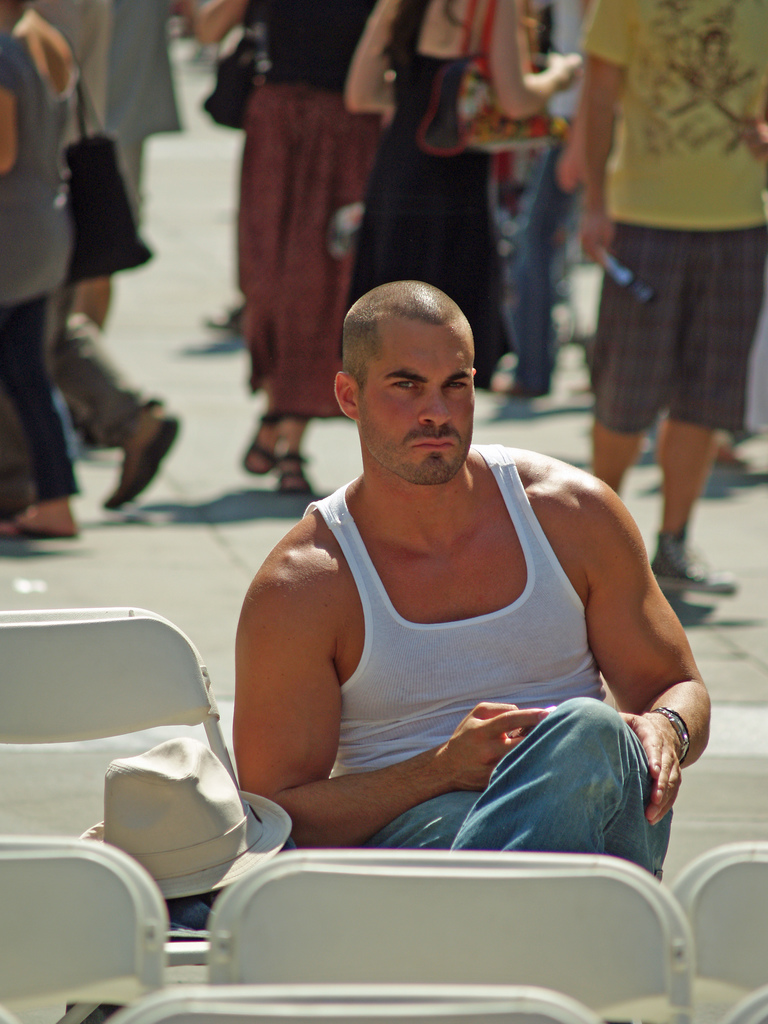
ランニングシャツを公の場で着用している男性
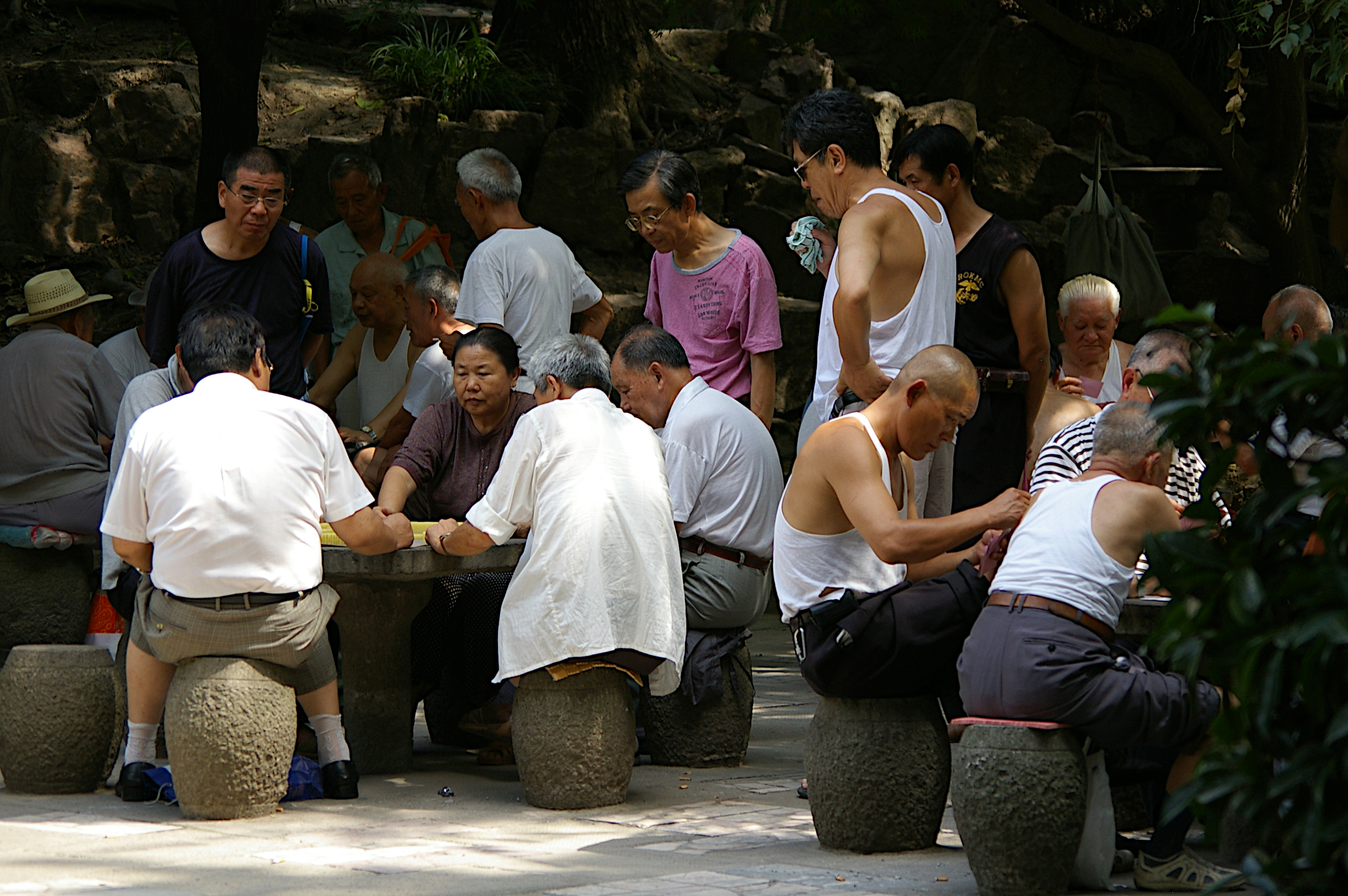
中国では、ランニングシャツは中高年男性に多い。
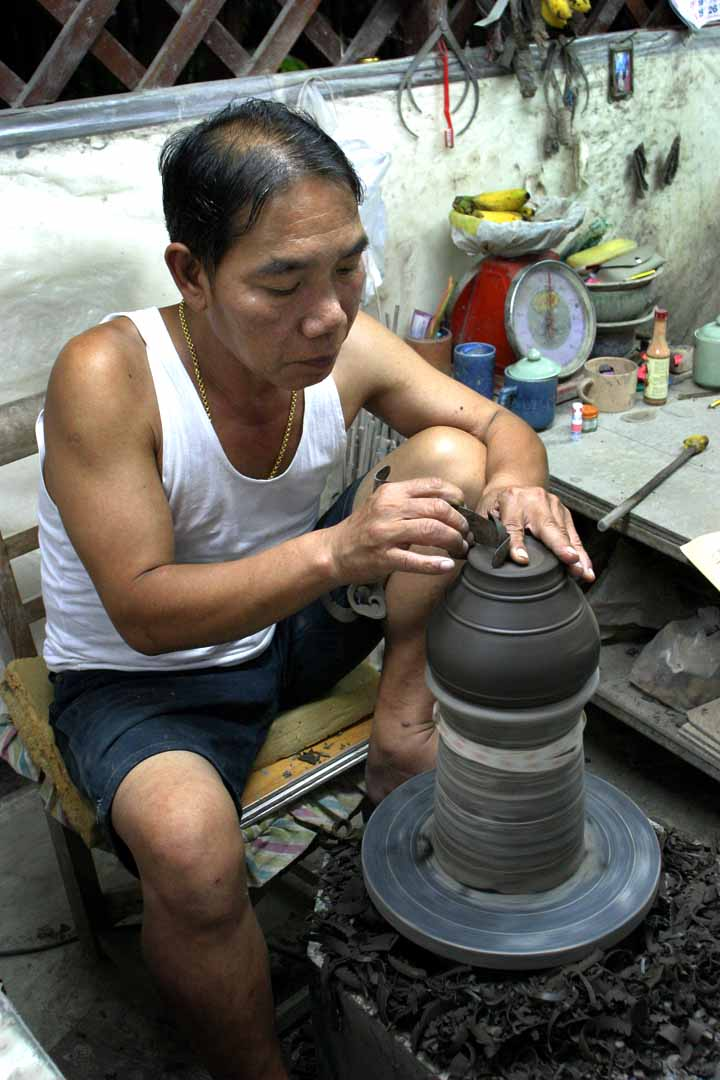
ランニングシャツを着たタイの陶芸家
ランニングシャツを着たハルダル・ナグ（英語版）
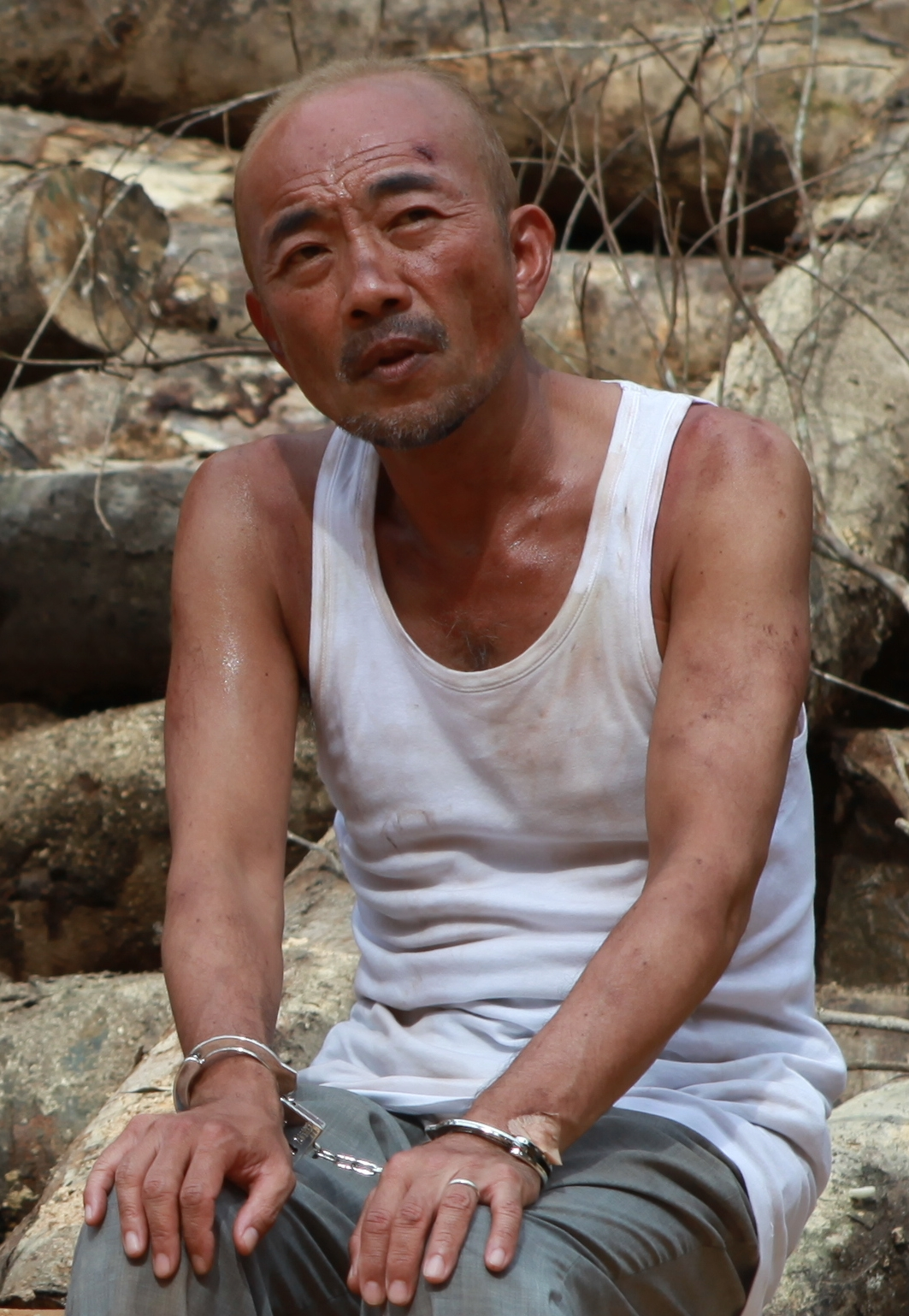
ランニングシャツを着た竹中直人
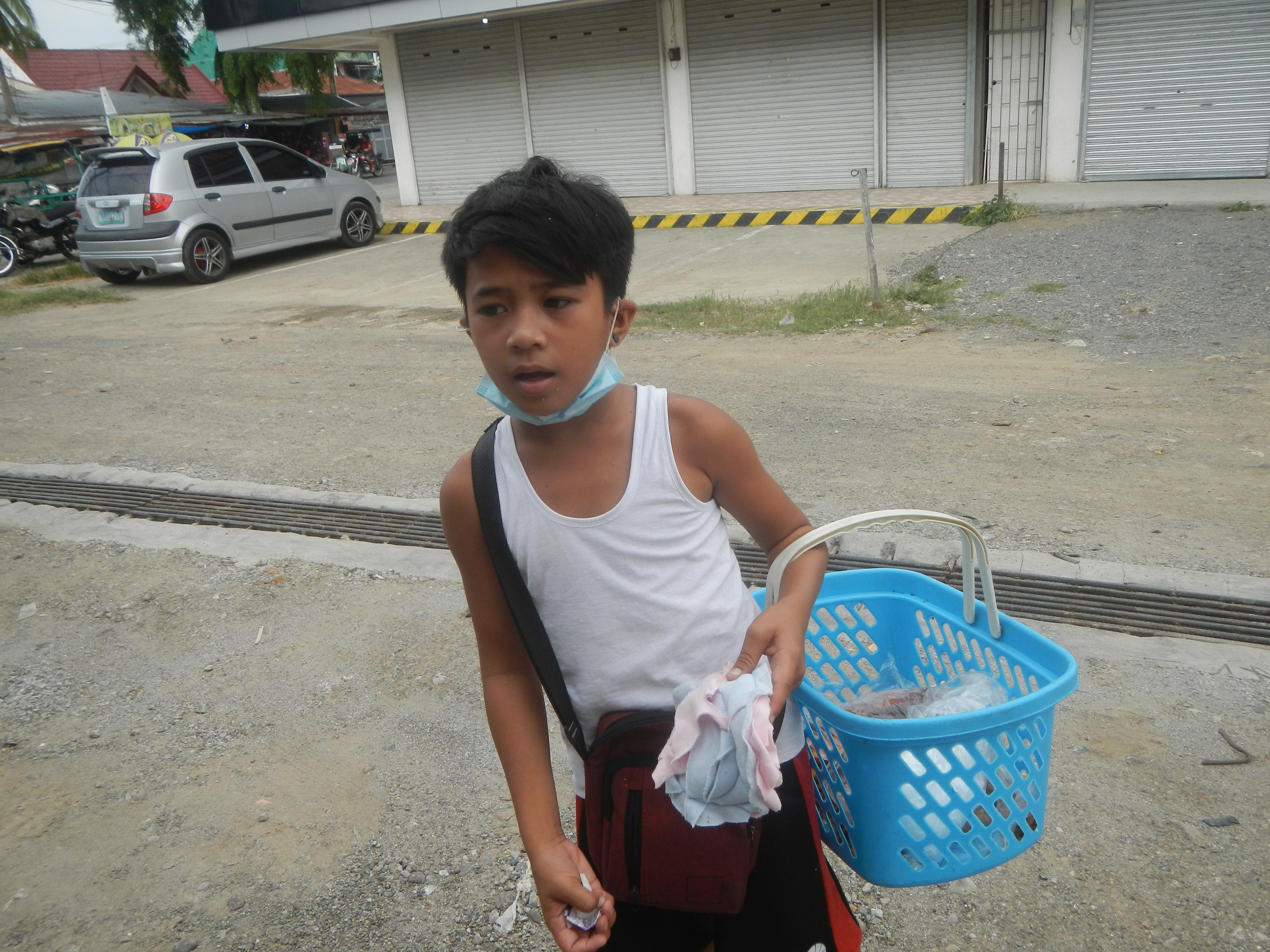
路上で物を売るフィリピン少年
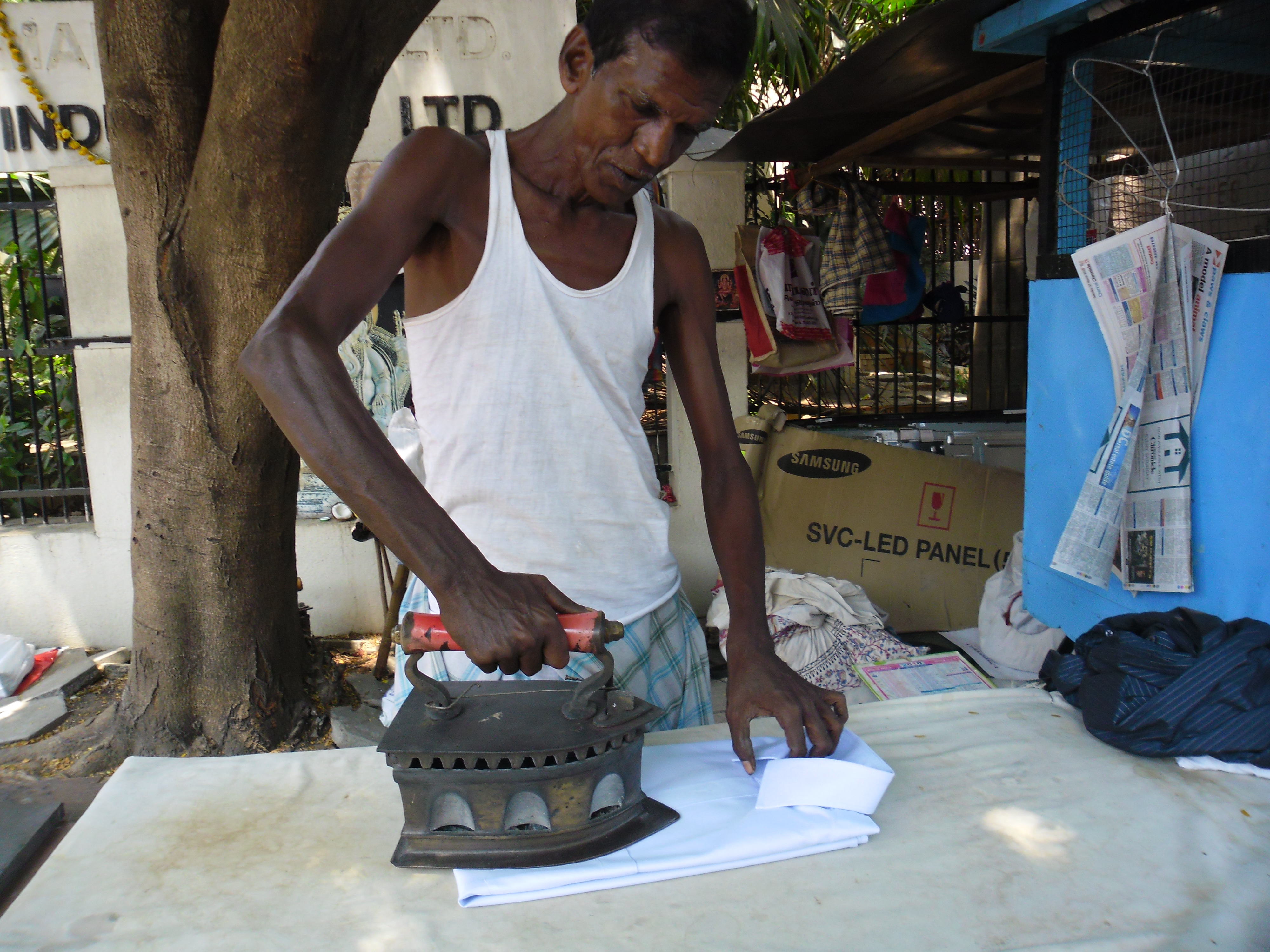
洋服にアイロンをかけるタミル男性
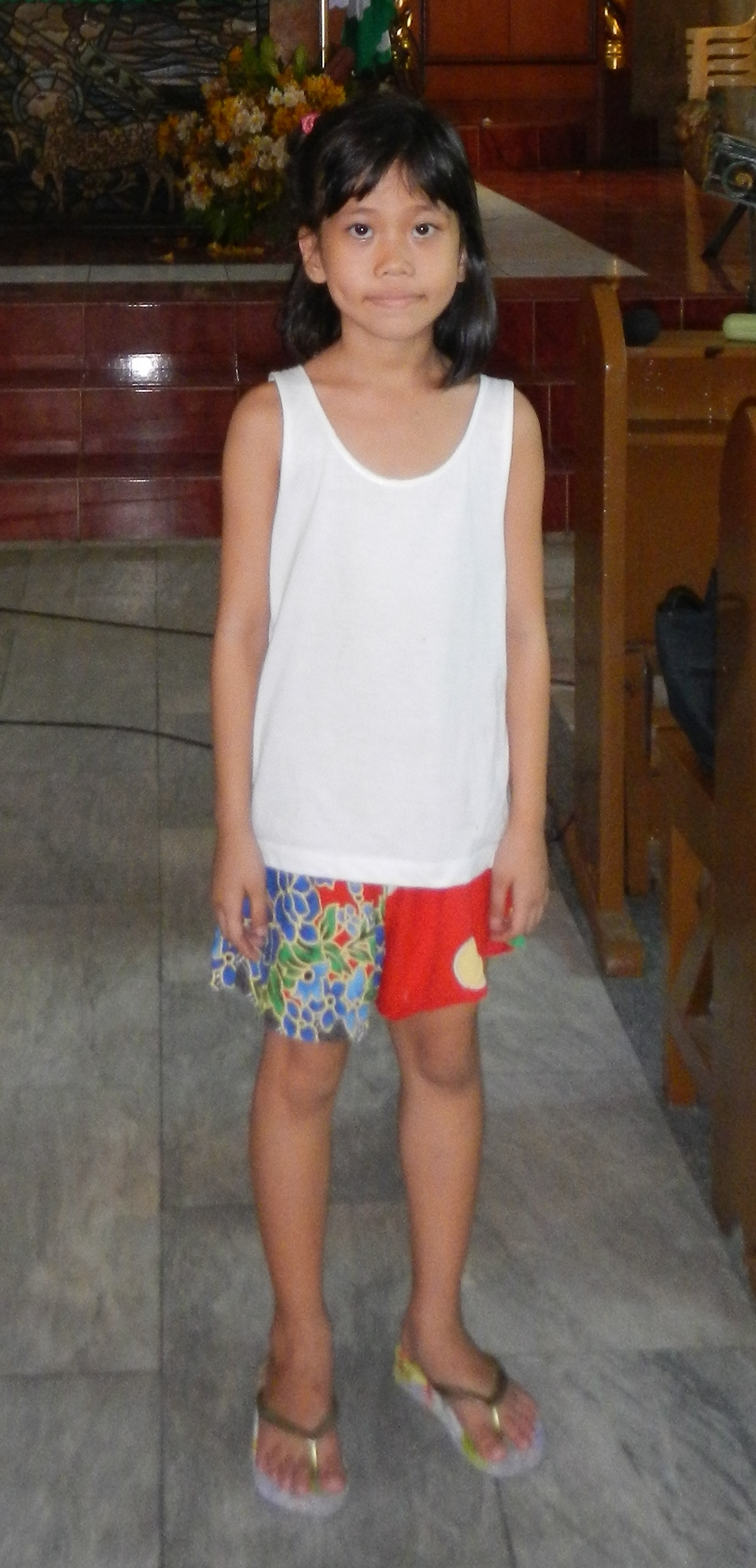
ランニングシャツ着たフィリピン女の子

## 参考
1. ↑  雑誌『運動世界』1909年2月号
2. 1 2 3 4  C. Brian Smith (2018年5月22日). “HOW THE ‘WIFE BEATER’ TANK TOP BECAME A MARKER OF CLASS, ETHNICITY AND DOMESTIC ABUSEp”. MEL Magazine. 2021年10月10日閲覧。
3. ↑  “lumbersexual”. dictionary.cambridge.org. 2021年10月14日閲覧。